# Az éjjel soha nem ér véget
Az éjjel soha nem ér véget című dal a Soho Party utolsó kislemeze, mely a Best Of Collection 1993–1998 című válogatásalbumon szerepel. A kislemez remixeit az Infinity, Kovács "Nagyember" László, DJ Smash és Spigiboy készítették.

## Tracklista
1. Az éjjel soha nem ér véget (Radio Edit) 	3:11
2. Az éjjel soha nem ér véget (Extended Mix) 	4:31
3. Az éjjel soha nem ér véget (Spigiboy & DJ Smash Party Mix)
 Remix by Dj Smash, Spigiboy
4. Az éjjel soha nem ér véget (Infinity Project Club Mix) Remix by Infinity Project
5. Az éjjel soha nem ér véget (Infinity Project Club Dub) Remix by Infinity Project
6. Balatoni nyár (1998 Remix By Nagyember) Remix by Nagyember

## 2016-os remix
A magyar válogatott szurkolói körében a selejtező mérkőzések idején újra népszerűvé vált az 1998-as dal, melyet a mérkőzéseken énekeltek a drukkerek. Ezt követően a Magyar Labdarúgó-szövetség a 2016-os labdarúgó-Európa-bajnokságra kijutott magyar csapat indulójává választotta, és több mérkőzés előtt is elhangzott a zeneszám remixelt és eredeti változata.